# American University of Integrative Sciences
De American University of Integrative Sciences (Sint Maarten School of Medicine, AUIS), voorheen de University of Sint Eustatius School of Medicine, is een academische medische opleiding in de Caraïben. Het werd in 1999 opgericht op Sint Eustatius, in 2013 verplaatst naar Sint Maarten en in 2016 overgebracht naar Barbados. Het hoofdkantoor staat in Tucker in de Amerikaanse staat Georgia. Het instituut leidt op tot de graad Doctor of Medicine (MD) en de lessen zijn in het Engels.
Het instituut is geaccrediteerd door FAIMER International Medical Education Directory (IMED) en de AVICENNA Directory for Medicine.

## Geschiedenis
Het instituut werd opgericht met de naam University of Sint Eustatius School of Medicine (USESOM) en opende de deuren op 1 september 1999. Het verkreeg de goedkeuring van de regering van Sint Eustatius op 21 april 1999.
In september 2013 werd de school door een nieuwe eigenaar verplaatst naar Sint Maarten. Hier gaf de regering in januari 2014 goedkeuring aan de naamsverandering naar American University of Integrated Sciences, Sint Maarten School of Medicine. Ook werden er alternatieve geneeswijzen aan het studiepakket toegevoegd die binnen het Amerikaanse curriculum zijn geaccepteerd.
In november 2016 verkreeg de universiteit de goedkeuring van de regering van Barbados om daar naartoe te verhuizen, wat in mei 2017 gerealiseerd werd.